# Episode
Episode – piąty album studyjny fińskiego zespołu Stratovarius. Pojawiają się na nim dwaj nowi członkowie: klawiszowiec Jens Johansson i perkusista Jörg Michael. Episode zawiera zarówno szybkie i melodyjne utwory, jak "Father Time", "Speed Of Light", czy "Tomorrow", jak i utrzymane w średnim tempie, epickie kompozycje (np. "Eternity", "Uncertainty", "Night Time Eclipse"). Muzykę zaprezentowaną na płycie można traktować jako połączenie power metalu z metalem symfonicznym.

## Lista utworów

### Podstawowa lista utworów
1. „Father Time” – 5:02
2. „Will the Sun Rise?” – 5:06
3. „Eternity” – 6:56
4. „Episode” – 2:01
5. „Speed of Light” – 3:03
6. „Uncertainty” – 5:59
7. „Season of Change” – 6:57
8. „Stratosphere” – 4:52
9. „Babylon” – 7:09
10. „Tomorrow” – 4:52
11. „Night Time Eclipse” – 7:58
12. „Forever” – 3:06

Muzykę do "Uncertainty" skomponował Timo Kotipelto, do pozostałych utworów Timo Tolkki. Słowa do "Season of Change", "Babylon", "Forever" napisał Timo Tolkki, do "Tomorrow" Jens Johansson, do "Father Time" Johansson i Kotipelto, do pozostałych utworów tekst napisał Timo Kotipelto.

### Utwory dodatkowe
1. „When The Night Meets The Day” (wydanie japońskie) – 5:30
2. „Future Shock '96” (japońska reedycja albumu z roku 2002)

## Twórcy
- Timo Kotipelto – śpiew
- Timo Tolkki – gitara
- Jari Kainulainen – gitara basowa
- Jens Johansson – instrumenty klawiszowe
- Jörg Michael – instrumenty perkusyjne

## Informacje o albumie
- nagrywany: Finnvox Studios
- produkcja: Timo Tolkki
- mixy: Mikko Karmila / Timo Tolkki
- inżynieria: TT Oksala/Tolkki
- mastering: Mika Jussila
- okładka: Sakari Peltola